# Piercing del naso

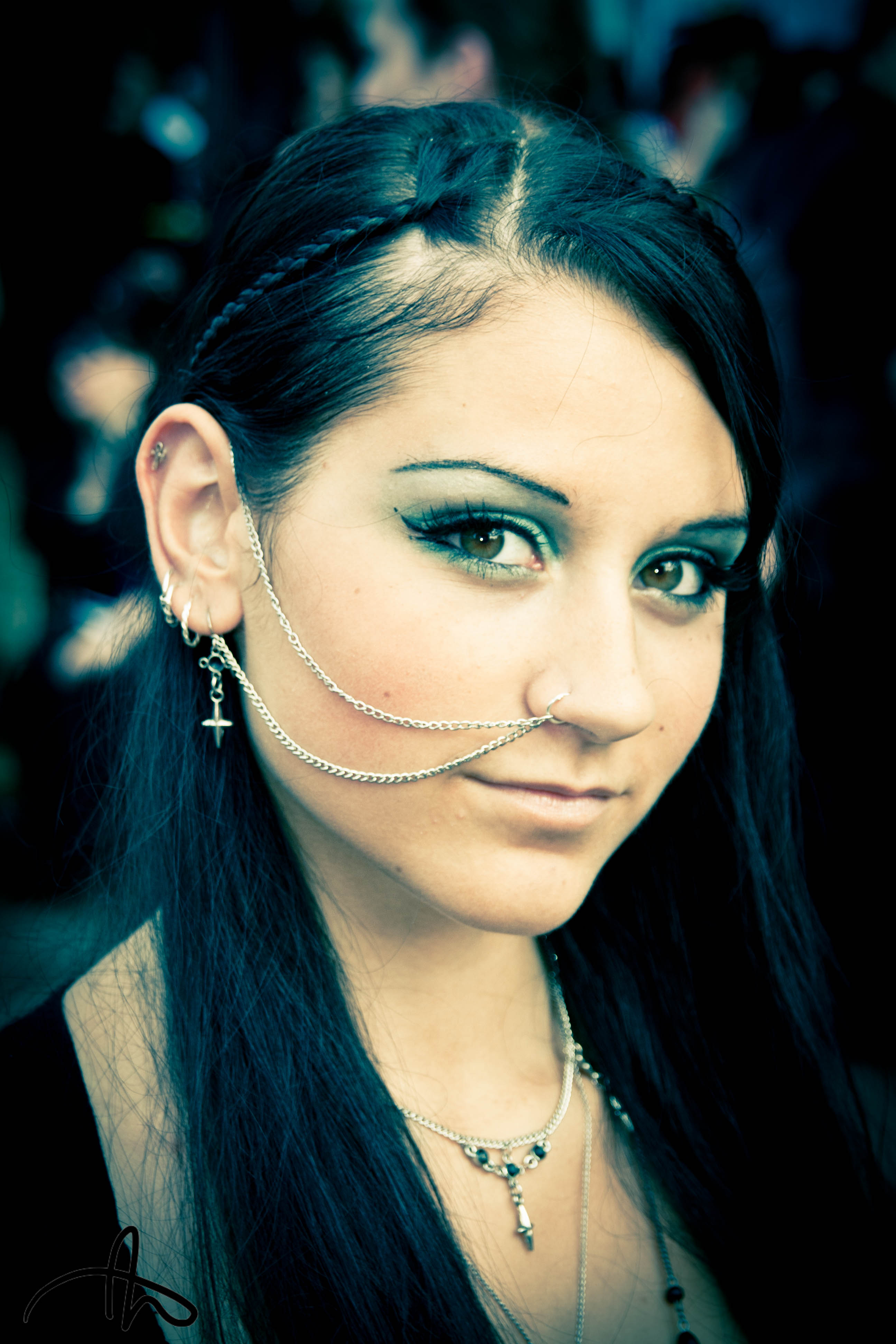
Piercing della narice unito con una catenella a due piercing dell'orecchio

Il piercing del naso (nose piercing, in inglese) è un tipo di piercing praticato sul naso e si suddivide fondamentalmente in tre sottotipi a seconda della posizione del piercing stesso: narice, setto e bridge.

## Storia
La foratura del naso è una pratica molto antica, in uso fin dalle antiche civiltà tribali. Tale pratica è ad esempio in uso presso gli indios Yanomami del Sudamerica: tale popolazione, oltre all'uso della perforazione del labbro inferiore, ha in uso anche la perforazione della cartilagine del setto nasale, facendovi passare un lungo bastoncino.
La foratura del setto nasale è in uso anche presso le donne Fulani, popolazione nomade dell'Africa Occidentale.
La pratica è tipica anche delle donne dell'India fin dall'antichità. Presso la popolazione indiana sono in uso sia la perforazione della narice, sia quella del setto, inserendo nel foro gioielli delle più svariate fogge, da semplici perni ad anelli ampi ed elaborati, finanche a grossi plug in seguito alla dilatazione del foro. 
Nei Veda, i più antichi libri sacri indiani, si trova un riferimento ai lobi e al naso forati della dea Lakshmi.
Nel libro della Genesi 24:22, il servo di Abramo dona a Rebecca, moglie di Isacco, un gioiello per il naso d'oro del peso di circa mezzo siclo. Il termine ebraico Nezem, che appare in questo passaggio della Bibbia, significa "anello per il naso" nel moderno ebraico, ma nell'antico ebraico significa anche "orecchino", da alcuni passi successivi si capisce chiaramente che si tratta di un anello per il naso.
La perforazione della narice è comune tra le tribù nomadi del Medioriente fin dai tempi della Bibbia, ed è storicamente comune in India. Le donne indiane in età fertile, indossano un anello al naso, solitamente alla narice sinistra, poiché la narice è associata con gli organi riproduttivi femminili nella medicina ayurvedica.
Presso molte tribù di nativi americani la perforazione del setto nasale è un marchio dello status maschile. Ad esempio a questa usanza deve il proprio nome la tribù dei Nez Percé (letteralmente "Nasi Forati").
La pratica è comune anche tra i guerrieri delle tribù dell'Estremo Oriente e del Pacifico, poiché un osso nel naso conferisce un'apparenza aggressiva.
Aztechi e Incas indossavano un anello d'oro al setto nasale come ornamento, la pratica continua al giorno d'oggi presso gli indiani Cuna dell'isola di Panama.
Uomini e donne Marubo, nel Brasile occidentale, hanno in uso la perforazione del setto nasale, facendovi passare attraverso alcune fila di perline. Ciò è considerato un mezzo per entrare in sintonia con la natura che li circonda.
Una differente forma di modificazione estetica è quella praticata dagli aborigeni australiani, che perforano il setto nasale con un lungo stecchetto così da appiattire il naso.
La tribù Bundi di Papua Nuova Guinea perforano il setto del naso come rito di passaggio all'età adulta da parte dei maschi.
L'unico luogo al mondo di cui storicamente si ha notizia che perforazione del setto nasale sia più diffusa tra le donne che tra gli uomini, è nell'area himalayana del Nord dell'India, del Nepal, del Tibet e del Bhutan. Alle donne in queste regioni viene spesso perforata la narice forata in giovane età, mentre il setto viene perforato durante il matrimonio a significare l'appartenenza al proprio sposo.

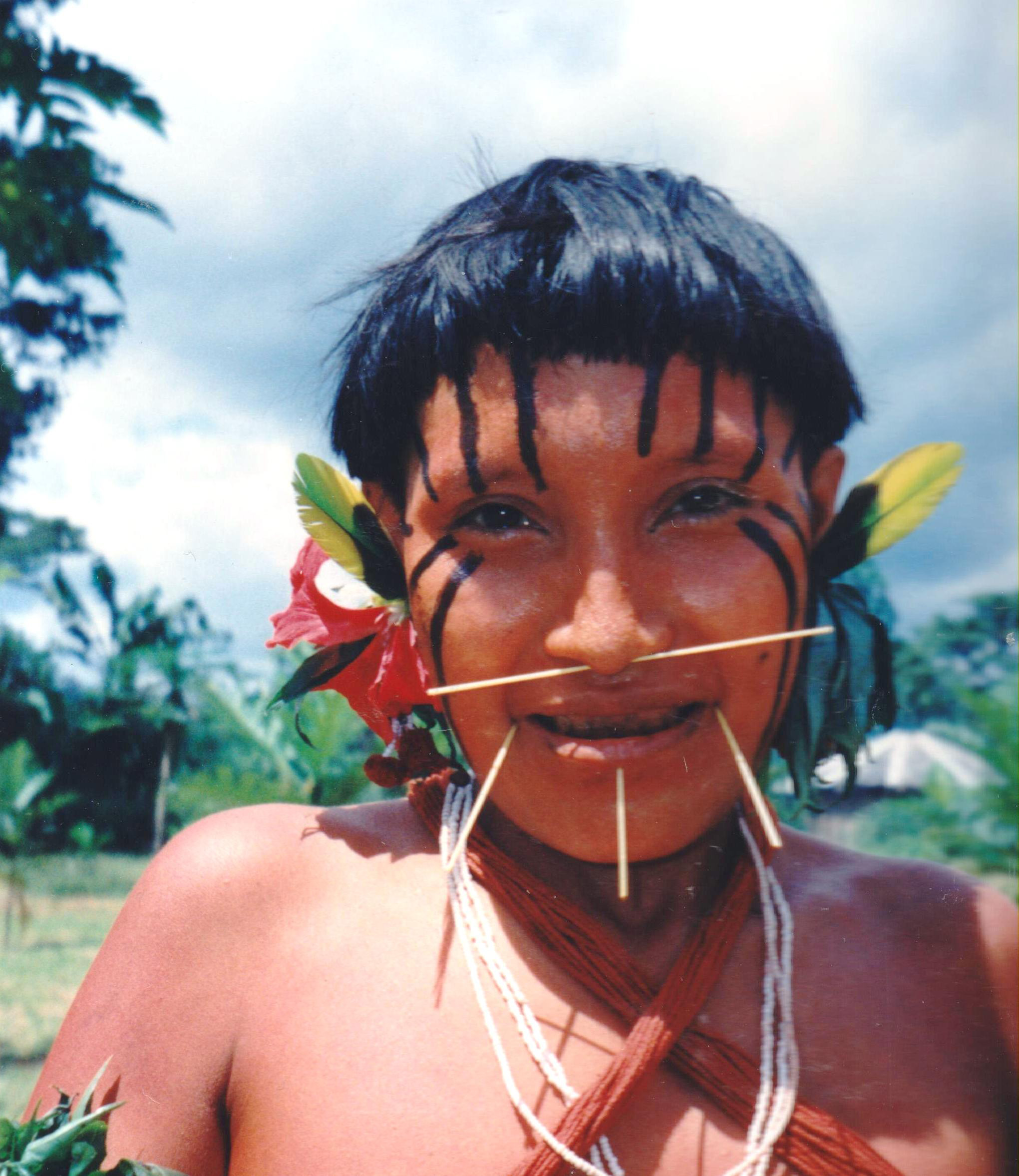
Ragazza Yanomami con piercing al labbro e al naso
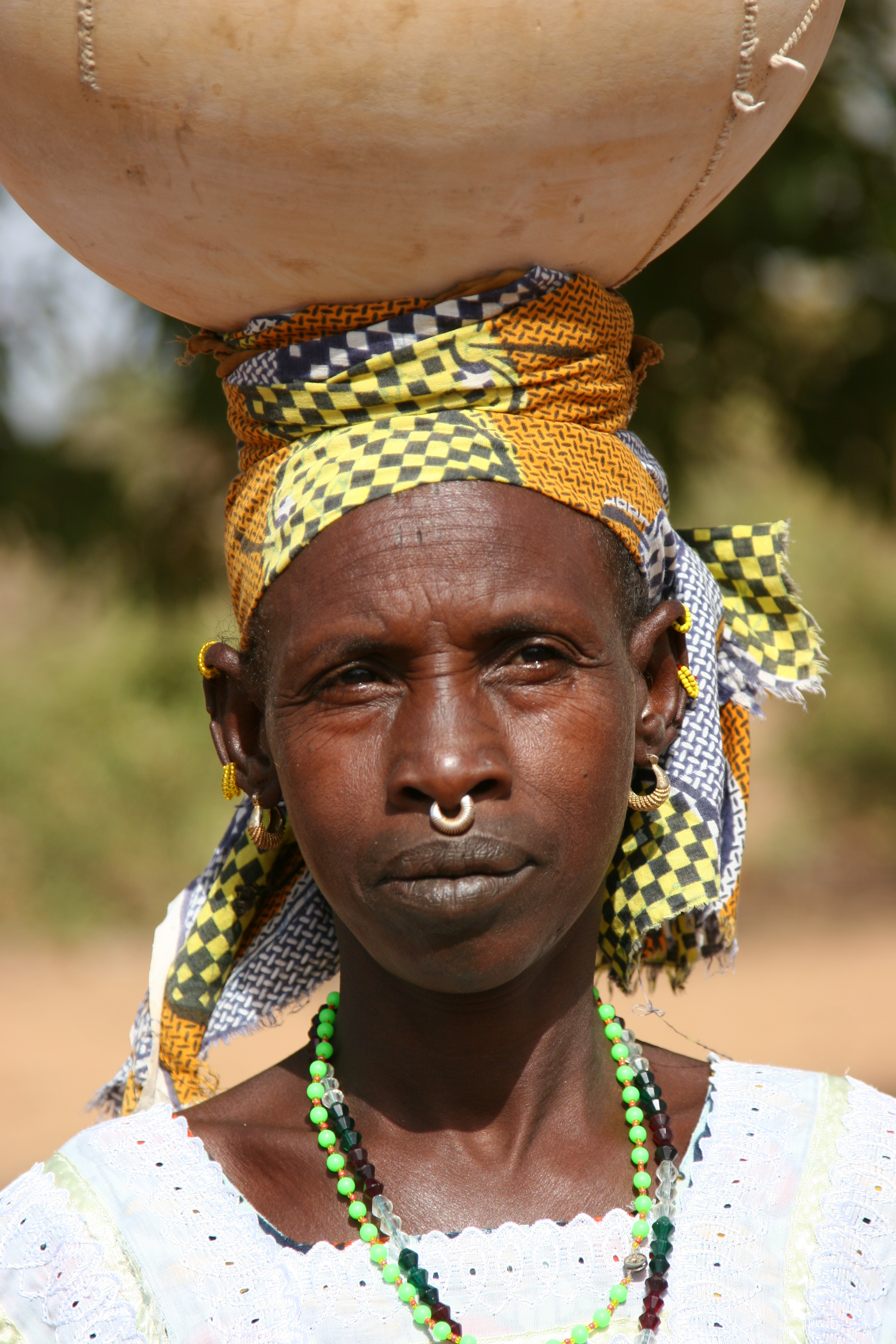
Donna Fulani con piercing al setto nasale
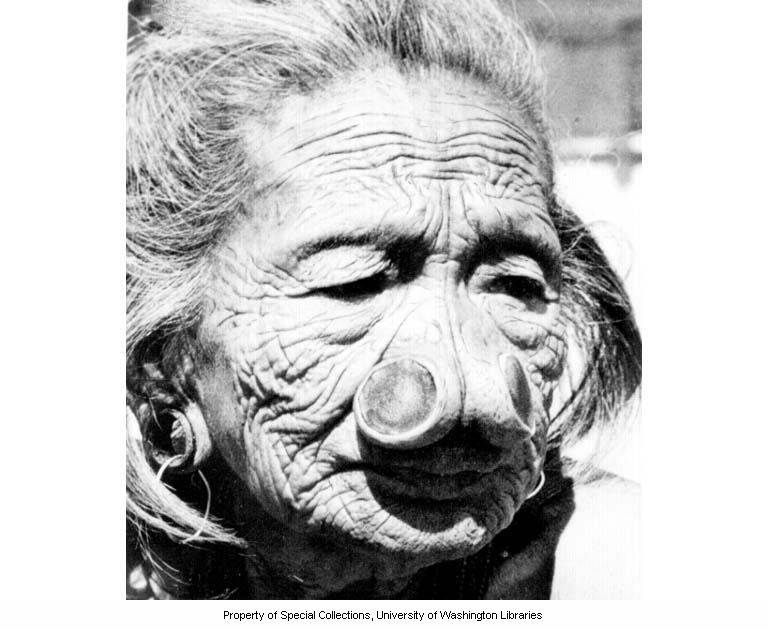
Anziana donna Apatani con foratura delle narici dilatate (1954)
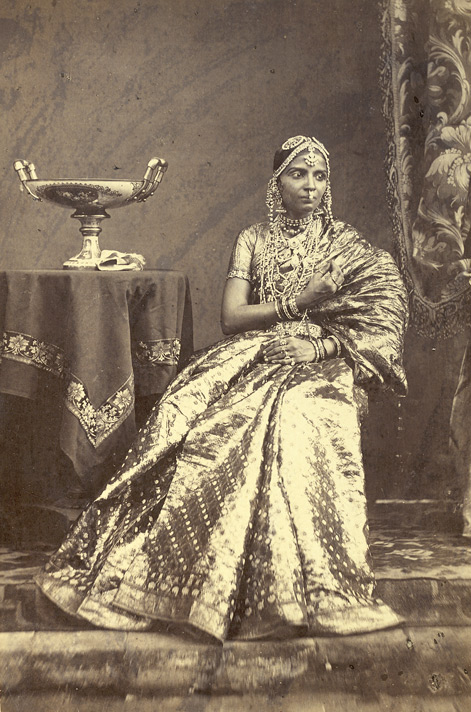
Donna indiana di Madras con piercing al setto nasale (1872)
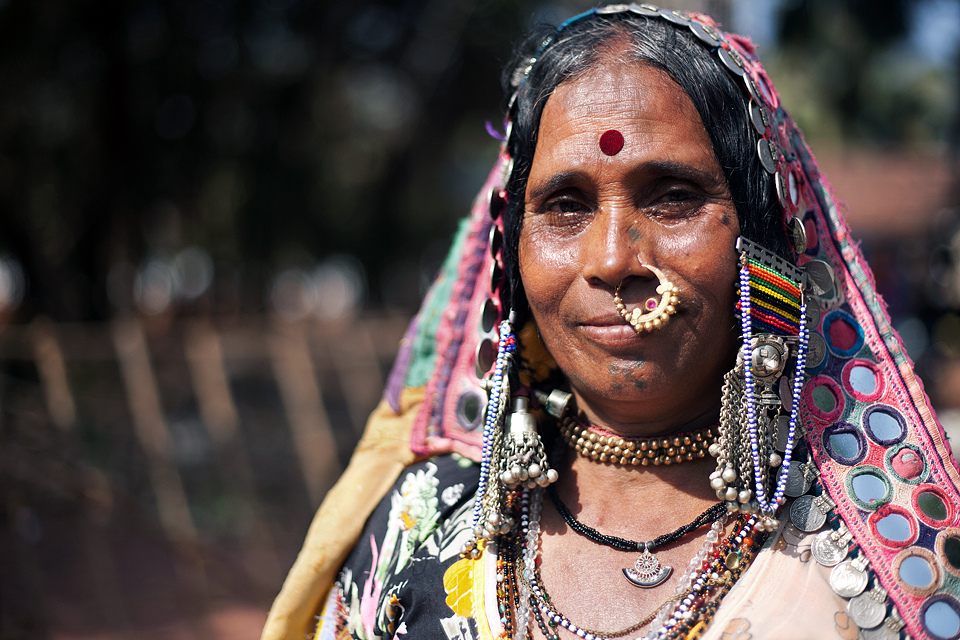
Donna di Goa con elaborato ornamento nasale

## Tipologia
- Narice (Nostril, in inglese): la narice viene forata applicando un anello o una barretta. Il piercing della narice è il piercing del naso più comunemente diffuso in tutto il mondo fin dai tempi antichi.
- Setto nasale (Septum): piercing che viene praticato forando il setto alla base del naso. Può venir applicato un anello o una barretta. Questo tipo di piercing è inoltre sovente soggetto alla pratica dello stretching.
- Bridge: piercing che viene applicato sulla superficie della pelle, tra i due occhi, sopra il setto nasale.

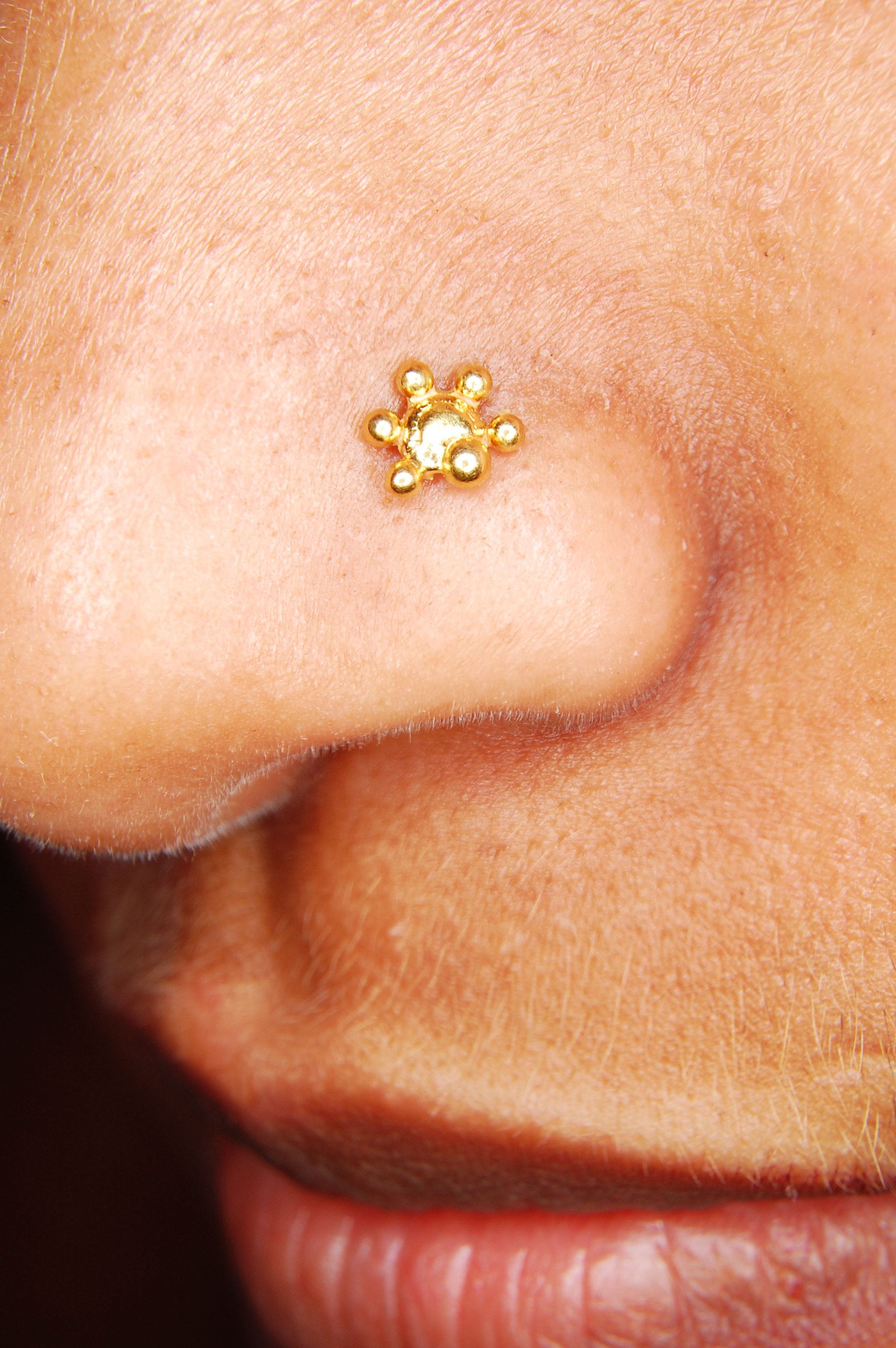
Piercing della narice con perno (stud)
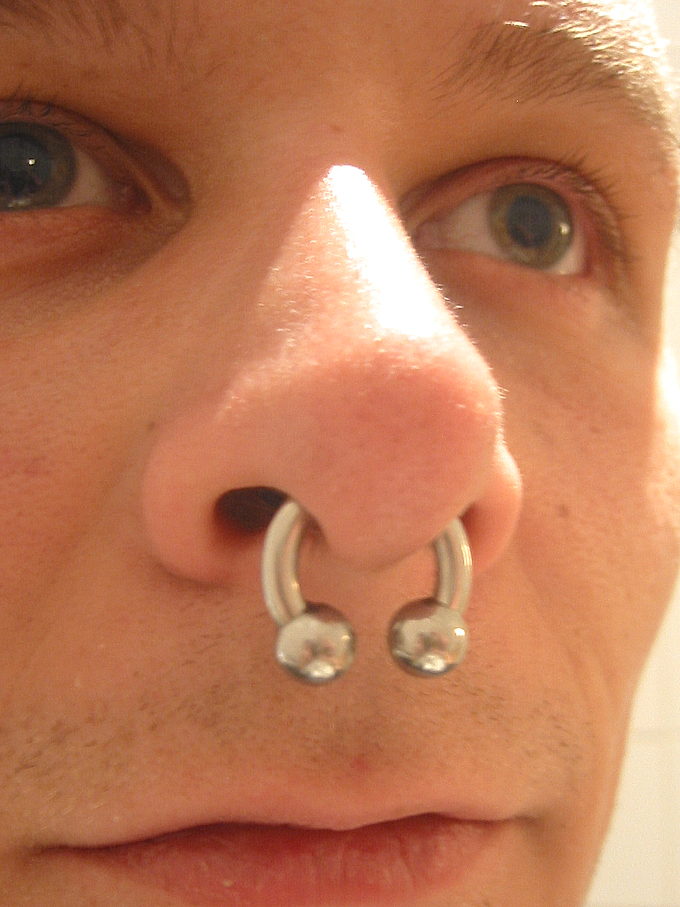
Piercing al setto nasale
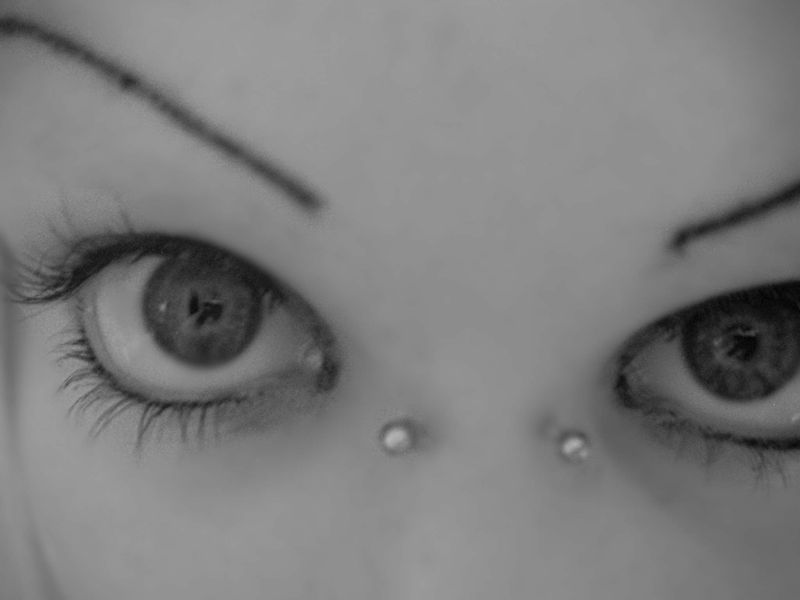
Bridge

## Procedura e gioielleria
Per questo tipo di piercing vengono impiegati prevalentemente due tipi di gioielleria: l'anello (nose ring, in inglese), che può presentarsi nelle più svariate fogge e nei più diversi materiali, a seconda del contesto culturale, così come il perno (stud, in inglese).
Nel caso di dilatazione del foro, praticata tanto in determinate culture tribali quanto presso odierne sottoculture metropolitane occidentali, vengono inseriti dei "tappi" (plug).

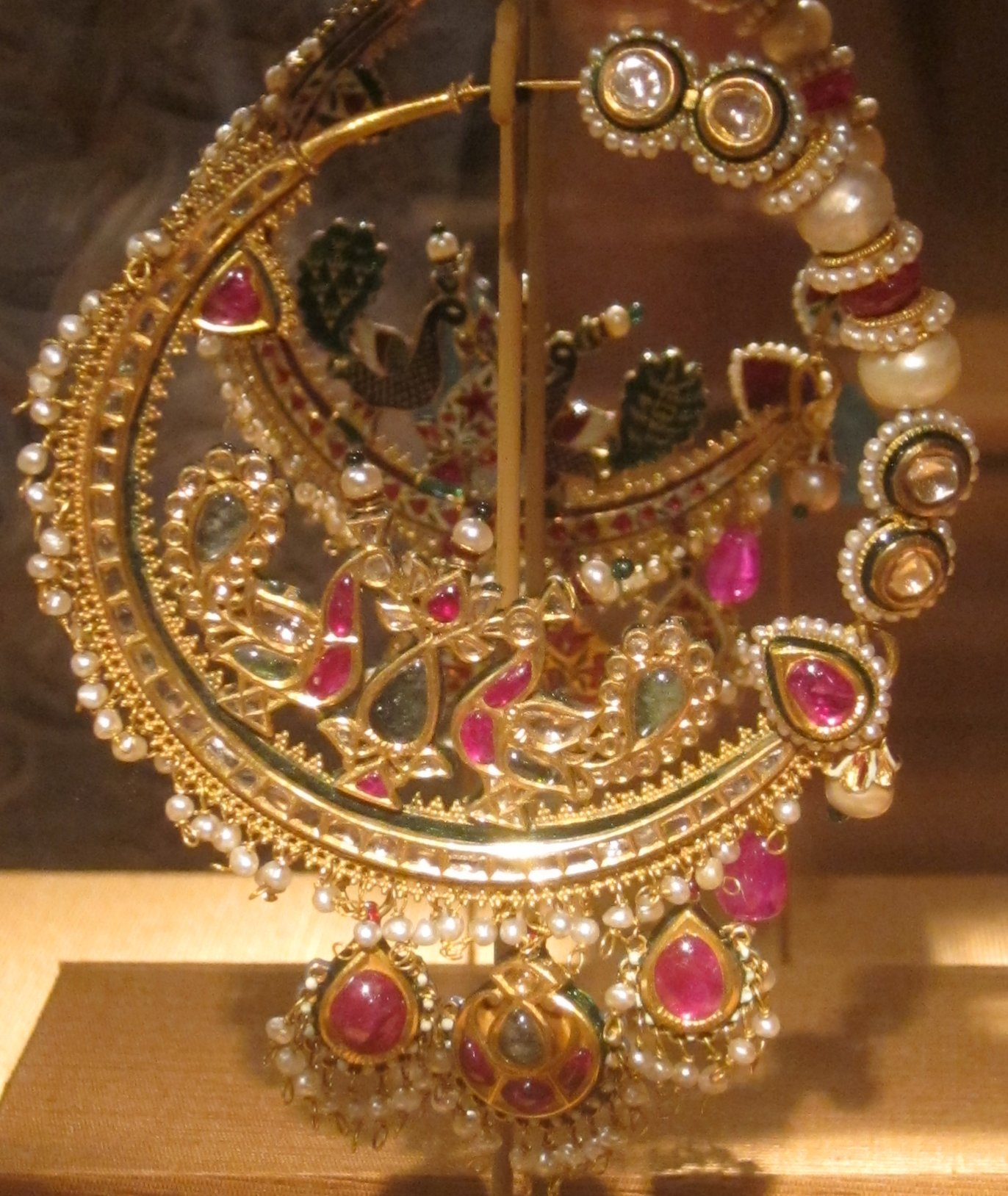
Anello da naso indiano dei primi anni del XX secolo